# Тропников, Николай Степанович
Николай Степанович Тропников (22 августа 1926 — 2 февраля 2019) — капитан I ранга советского военно-морского флота, участник Великой Отечественной войны, общественный и хозяйственный деятель Советского Союза и Российской Федерации, председатель Петрозаводского Союза ветеранов ВМФ (2003—2013), почётный гражданин города Петрозаводска (2010).

## Биография
Родился 22 августа 1926 году в деревне Первостафоровская, Вилегодского района Архангельской области в крестьянской русской семье. Его отец организовывал первый колхоз в деревне, являлся участником Гражданской и Великой Отечественной войн. Окончив 9 классов сельской школы в 1943 году Николай Тропников был призван в Красную армию и отправлен служить на Северный флот. Участник Великой Отечественной войны. В составе артиллерийского дивизиона принимал участие в операции по освобождению Советского Заполярья от фашистских захватчиков. Был представлен к награде медалью «За отвагу».
После окончания войны находился на офицерской должности, с 1945 по 1947 годы — комсорг артиллерийского дивизиона. С 1947 по 1950 годы проходил обучение в Военно-морском политическом училище в городе Ленинграде. Завершив учёбу, был направлен на службу в военно-морскую базу в Порт-Артур. Член спецотряда по оказанию помощи Китайской Народной Республике в организации Военно-Морского флота. Правительством КНР был награждён тремя государственными наградами. С 1955 года и до 1972 год проходил службу на кораблях Балтийского и Северного военно-морских флотов. Ушёл в запас капитаном I ранга.
Переехал в город Петрозаводск и по рекомендациям Карельского обкома КПСС был назначен руководителем Карельской общественной организации службы спасения (ОСВОД). На этой должности отработал 18 лет. Активная работа способствовала повышению уровня безопасности на водных объектах Карелии.
С 1990 года активно занимался ветеранской общественной деятельностью. В городском Совете ветеранов на протяжении 15 лет возглавлял социально-бытовую и медицинскую комиссии. В 2002 году по его инициативе в городе Петрозаводске создаётся городское объединение Союз ветеранов Военно-Морского флота. В апреле 2003 года Тропникова избирают председателем. По предложению этой организации около Водного вокзала Петрозаводска на Онежской набережной был установлен памятник морякам Онежской военной флотилии, погибшим в годы Великой Отечественной войны. В школе № 34 города был организован профильный класс по патриотическому воспитанию подрастающего поколения и подготовке к службе в военно-морском флоте. В 2013 году Николай Степанович оставил пост председателя, но активно продолжал участвовать в жизни организации.
За огромный вклад в воспитание подрастающего поколения был награждён медалью «Патриот России» и дипломом форума России «Общественное признание». По решению депутатов городского совета в 2010-м году ему присвоено звание «Почетный гражданин города Петрозаводска».
Проживал в городе Петрозаводске. Умер 2 февраля 2019 года.

## Награды
За боевые и трудовые успехи удостоен:
- Орден Отечественной войны II степени
- Орден Александра Невского (СССР)
- Медаль За отвагу
- медаль «Патриот России».
- другие медали.

- Почётный гражданин города Петрозаводска Республики Карелия (2010 год).